# 黃砂糖
黃砂糖，又稱粗砂糖，是一種從蔗糖的粗顆粒結晶轉化而來的砂糖，呈現深淺不一的焦黃色。
在台灣又可稱為二砂糖，日語名稱為和。

## 特徴
黃砂糖的製造方式與白砂糖雷同，但在生產過程或成品階段會稍微讓糖焦化，或者直接摻入焦糖，或在表面噴塗焦糖液，因此才會變成淡黃色。另外，在日本也可透過類似三温糖的製法，讓黃砂糖的顏色更加晶瑩剔透。值得注意的是，市面上經常把黃砂糖和紅糖、黑糖搞混，但其實這三者是完全不同的糖類，只是它們的口感、味道極度相似，以一般人類的味覺來說很難檢查出區別，在做菜上的用途也大同小異，所以才被籠統的視為同一種東西。

## 成分與用途
黃砂糖作為一種糖的純度不如白砂糖的調味糖類，黏度比白砂糖高，口感比白砂糖粗糙，在古代經常作為白砂糖的廉價替代品。
目前，還在大量食用黃砂糖，並且能在口味上與白砂糖做出明顯區分的國家為中國、日本、越南和泰國。在日本的銅鑼燒、車輪餅、卡斯特拉蛋糕、棉花糖等甜品中，為了追求鮮艷的黃色或者略微燒焦的香味而刻意選用黃砂糖。另外，在某些日本的鹹味料理，例如在壽喜燒和佃煮中也會摻入黃砂糖來增加醬汁的濃稠感，讓醬汁容易發出黑黃的光澤。

## 脚注
1. ↑  高田明和、橋本仁、伊藤汎監修『砂糖百科』社団法人糖業協会、2003年、pp.134-135